# Commodore's Messenger Organization
La Commodore's Messenger Organization (ou CMO ) ou organisation des messagers du Commodore est une entité paramilitaire d'élite, instituée par Ron Hubbard au sein de la Sea Org, qui est elle-même l'aile paramilitaire interne de l'Église de scientologie. La scientologie décrit Sea Org comme un « ordre religieux fraternel » comprenant les scientologues les plus dévoués. Ses membres communiquent et appliquent les politiques du Centre de technologie religieuse de l'organisation,.

## Histoire
Les premiers messagers du Commodore ont été nommés par le commodore L. Ron Hubbard en 1968 alors qu'il vivait à bord du vaisseau amiral de la Sea Organization, Apollo.
Ces messagers étaient initialement ses assistants administratifs personnels et n'opéraient que sous sa direction, s'assurant que la direction de la scientologie suivait les instructions et préceptes de Hubbard.
Les quatre messagers d'origine étaient tous des enfants ou jeunes adolescents, :
- Janis Gillham (11 ans) ;
- Terri Gillham (12 ans) ;
- Annie Tidman (12 ans) ;
- Suzette Hubbard (13 ans), qui a ensuite été remplacée par Claire Popham (13 ans).

En 1975, alors que le navire naviguaient dans les Caraïbes, en raison de la chaleur et de l'humidité, les Messagers ont eux-mêmes conçu un nouvel uniforme : short blanc, haut à nouer et chaussures à plateforme, chaussettes hautes (plus tard les adeptes membres de la Sea Org porteront des uniformes inspirés des uniformes de parades de l'US Navy).
Les messagers transmettaient vers les niveaux inférieurs de la secte les messages de Hubbard ; ils ont même été formés pour imiter le ton et les manières exactes de Hubbard. Selon la messagère Tonja Burden, les recrues du CMO devaient pour cela pratiquer des routines d'entraînement spécifiques pour acquérir cette compétence : "Pendant les routines d'entraînement, moi-même et deux autres personnes nous sommes entraînés à transmettre des messages à LRH. Nous devions écouter un message, le répéter sur le même ton et pratiquer les salutations.
Doreen Smith, membre de la Sea Org, s'est souvenue d'une conversation qu'elle avait eue avec Hubbard concernant les origines du CMO et pourquoi il s'était concentré sur les jeunes filles pour mener à bien ses tâches personnelles et délivrer ses ordres exécutifs : « (…) une fois, Je lui ai demandé pourquoi il avait choisi des jeunes filles comme messagères… Il a dit que c'était une idée qu'il avait reprise de l'Allemagne nazie. Il a dit qu'Hitler était un fou, mais néanmoins un génie à part entière et que la jeunesse nazie était l'une des idées les plus intelligentes qu'il ait jamais eues. Avec les jeunes, vous aviez une page blanche et vous pouviez y écrire ce que vous vouliez et ce serait votre écriture. C'était son idée, prendre des jeunes et les façonner en petits Hubbards. Il a dit qu'il avait pris des filles parce que les femmes étaient plus loyales que les hommes ».

## Comité de surveillance et unité All Clear
- En avril 1979, Hubbard crée le Watchdog Committee (WDC).
- En 1981, le CMO crée en son sein une unité dite All Clear avec l'objectif d'assurer un "All Clear" pour que Hubbard sorte de sa cachette[11]. En tant que chef de cette unité, David Miscavige ne recevait ses ordres que de Pat Broeker, qui n'était responsable que devant Hubbard[11].

## Membres notables de la CMO

### Janis Gillham
En janvier 1968, âgée de seulement 11 ans, elle rejoint la Sea Organization pour devenir messagère du Commodore. Elle a régulièrement fréquenté Hubbard durant les 11 années qui ont suivi, jusqu'à ce qu'il se cache en 1979.
En 2017, elle a écrit cet épisode de sa vie dans un ouvrage intitulé Commodore's Messenger: A Child Adrift in the Scientology Sea Organization.

### Annie Tidman
Annie Tidman est devenue « messagère » à 12 ans.
Elle a épousé son collègue messager Pat Broeker ; ils ont compté parmi les rares personnes en contact direct avec L. Ron Hubbard au cours de ses dernières années.
En novembre 1992, Tidman a quitté le groupe à l'improviste, mais y est revenue après que des membres de l'Église l'aient interceptée à l'aéroport de Boston.
Elle est décédée en 2011.

### Sharone Stainforth
En 1967, Sharone Stainforth, alors âgée de 10 ans, rejoint la Sea Org et devient l'une des premières messagères de Hubbard sur le navire de l'organisation (l' Apollo). Après avoir quitté la Scientologie, elle est devenue une critique de l'organisation,,.

### Shelly Miscavige
Michelle « Shelly » Barnett est devenue messagère à 12 ans.
Elle a ensuite épousé un autre messager et futur leader de la Scientologie, David Miscavige. Elle n'a fait aucune apparition publique depuis août 2007, mais l'Église de scientologie et le département de police de Los Angeles nient qu'elle ait disparu.

### Mike Rinder
Mike Rinder a rejoint la Sea Org et a travaillé sous Hubbard sur son navire l'Apollo en 1973.
Il a rejoint le CMO en 1978, devenant plus tard le porte-parole international de l'Église.
Il a finalement quitté l'Église (en 2007) pour se retourner contre elle.

### Pat Broker
Pat Broeker était à bord de l' Apollo où, avec sa femme Anne. Ce sont eux qui s'occupaient de Hubbard au moment de sa mort. Une ordonnance interne a été émise promouvant Broeker et sa femme au rang d'« officier loyal », ordonnance qui a ensuite été annulée.

### Marc Yager
Marc Yager a rejoint la Sea Org en 1974. Il a navigué avec Hubbard sur l'Apollo et y est devenu messager de Hubbard. Il l'a aussi aidé dans le domaine de la production de vidéos pour l'organisation.
Yager a été nommé commandant du CMO, l'organisation des messagers du Commodore. Il en est président du comité de surveillance, et sera ensuite nommé « inspecteur général de l'administration » au « Centre de technologie religieuse » (RTC),, installé dans le désert, dans la base secrète « Gold base » à Hemet.
Des ex-membres de l'Église ont allégué que Yager avait été envoyé à « The Hole », une installation de la Rehabilitation Project Force.

### David Miscavige
En 1977, David Miscavige, alors âgé de 16 ans, rejoint les Messengers.
Après la mort de Hubbard en 1986, Miscavige prend le pouvoir au sein de l'Église de scientologie devenant « chef ecclésiastique » de la religion de scientologie. Miscavige détient aussi le grade de capitaine de l'Organisation maritime dont il est le membre le plus haut gradé.